# 第65回大阪杯
- 大阪杯 > 第65回大阪杯

第65回大阪杯は、2021年4月4日に阪神競馬場で施行された競馬の競走である。
優勝馬はレイパパレ（鞍上・川田将雅）。

## 開催前の状況

### 出走馬の状況
第40回ジャパンカップでアーモンドアイの2着となった無敗の三冠馬コントレイルの陣営がレース後、早々と古馬初戦はこの大阪杯から始動することを発表。さらに昨年、安田記念でアーモンドアイを破るなどマイル・スプリント2階級でGIを計3勝し、JRA賞最優秀短距離馬に選ばれたグランアレグリアも大阪杯へ参戦を表明。アーモンドアイが現役を引退した中、早くも現役最強と呼ばれる2頭がこの舞台で激突することとなった。他に2019年の朝日杯フューチュリティステークス勝ち馬で、昨年の皐月賞、東京優駿ではコントレイルの2着となったサリオス、デビューから無傷の5連勝でチャレンジカップを制したレイパパレ、2018年のダービー馬ワグネリアン、セレクトセールで約6億円で取引された高額馬アドマイヤビルゴなどが参戦。GI馬5頭、計13頭のメンバー構成となった。

### ステップレースの結果
以下の内容はnetkeiba.comの情報に基づく。
第95回中山記念 GII
- 中山・芝1800mで施行。
- 優勝馬に優先出走権が与えられる。

| 着順 | 競走馬名         | 性齢 | 騎手     | タイム | 着差 | 大阪杯出走の可否 |
| ---- | ---------------- | ---- | -------- | ------ | ---- | ---------------- |
| 1着  | ヒシイグアス     | 牡5  | 松山弘平 | 1:44.9 |      | 回避             |
| 2着  | ケイデンスコール | 牡5  | 岩田康誠 | 1:44.9 | クビ |                  |
| 3着  | ウインイクシード | 牡7  | 横山武史 | 1:45.0 | 1/2  |                  |

第57回金鯱賞 GII
- 中京・芝2000mで施行。
- 優勝馬に優先出走権が与えられる。

| 着順 | 競走馬名         | 性齢 | 騎手     | タイム | 着差 | 大阪杯出走の可否 |
| ---- | ---------------- | ---- | -------- | ------ | ---- | ---------------- |
| 1着  | ギベオン         | 牡6  | 西村淳也 | 2:01.8 |      | 回避             |
| 2着  | デアリングタクト | 牝4  | 松山弘平 | 2:01.8 | クビ |                  |
| 3着  | ポタジェ         | 牡4  | 北村友一 | 2:01.9 | 1/2  |                  |

### その他の主な競走の結果
以下の内容はnetkeiba.comの情報に基づく。
第37回マイルチャンピオンシップ GI
- 阪神・芝1600mで施行。

| 着順 | 競走馬名         | 性齢 | 騎手       | タイム | 着差 |
| ---- | ---------------- | ---- | ---------- | ------ | ---- |
| 1着  | グランアレグリア | 牝4  | C.ルメール | 1:32.0 |      |
| 2着  | インディチャンプ | 牡5  | 福永祐一   | 1:32.1 | 3/4  |
| 3着  | アドマイヤマーズ | 牡4  | 川田将雅   | 1:32.2 | クビ |

第40回ジャパンカップ GI
- 東京・芝2400mで施行。

| 着順 | 競走馬名         | 性齢 | 騎手       | タイム | 着差  |
| ---- | ---------------- | ---- | ---------- | ------ | ----- |
| 1着  | アーモンドアイ   | 牝5  | C.ルメール | 2:23.0 |       |
| 2着  | コントレイル     | 牡3  | 福永祐一   | 2:23.2 | 1.1/4 |
| 3着  | デアリングタクト | 牝3  | 松山弘平   | 2:23.2 | クビ  |

第65回有馬記念 GI
- 中山・芝2500mで施行。

| 着順 | 競走馬名         | 性齢 | 騎手       | タイム | 着差 |
| ---- | ---------------- | ---- | ---------- | ------ | ---- |
| 1着  | クロノジェネシス | 牝4  | 北村友一   | 2:35.0 |      |
| 2着  | サラキア         | 牝5  | 松山弘平   | 2:35.0 | クビ |
| 3着  | フィエールマン   | 牡5  | C.ルメール | 2:35.1 | クビ |

## 出走馬と枠順
以下の内容はnetkeiba.comの情報に基づく。
2021年4月4日 第2回阪神競馬第4日目 第11競走
天気：雨　馬場状態：重　発走時刻：15時40分
| 枠番 | 馬番 | 競走馬名           | 性齢 | 斤量 [kg] | 騎手             | 調教師 （所属）   | 馬主                           | オッズ | 人気 | 馬体重 [kg] |
| ---- | ---- | ------------------ | ---- | --------- | ---------------- | ----------------- | ------------------------------ | ------ | ---- | ----------- |
| 1    | 1    | モズベッロ         | 牡5  | 57        | 池添謙一         | 森田直行 （栗東） | （株）キャピタル・システム     | 68.8   | 6    | 486         |
| 2    | 2    | サリオス           | 牡4  | 57        | 松山弘平         | 堀宣行 （美浦）   | （有）シルクレーシング         | 5.8    | 3    | 538         |
| 3    | 3    | アーデントリー     | 牡5  | 57        | 和田竜二         | 川村禎彦 （栗東） | 巴山尊文                       | 202.0  | 12   | 460         |
| 4    | 4    | ブラヴァス         | 牡5  | 57        | 三浦皇成         | 友道康夫 （栗東） | 佐々木主浩                     | 112.9  | 10   | 488         |
| 4    | 5    | ペルシアンナイト   | 牡7  | 57        | 大野拓弥 →幸英明 | 池江泰寿 （栗東） | （株）G1レーシング             | 111.3  | 9    | 498         |
| 5    | 6    | ワグネリアン       | 牡6  | 57        | 吉田隼人         | 友道康夫 （栗東） | 金子真人ホールディングス（株） | 49.8   | 5    | 472         |
| 5    | 7    | コントレイル       | 牡4  | 57        | 福永祐一         | 矢作芳人 （栗東） | 前田晋二                       | 1.8    | 1    | 472         |
| 6    | 8    | レイパパレ         | 牝4  | 55        | 川田将雅         | 高野友和 （栗東） | （有）キャロットファーム       | 12.2   | 4    | 422         |
| 6    | 9    | クレッシェンドラヴ | 牡7  | 57        | 内田博幸         | 林徹 （美浦）     | 広尾レース（株）               | 95.1   | 8    | 498         |
| 7    | 10   | カデナ             | 牡7  | 57        | 鮫島克駿         | 中竹和也 （栗東） | 前田幸治                       | 182.5  | 11   | 484         |
| 7    | 11   | ハッピーグリン     | 牡6  | 57        | 団野大成         | 森秀行 （栗東）   | 会田裕一                       | 283.0  | 13   | 466         |
| 8    | 12   | グランアレグリア   | 牡5  | 55        | C.ルメール       | 藤沢和雄 （美浦） | （有）サンデーレーシング       | 2.8    | 2    | 496         |
| 8    | 13   | アドマイヤビルゴ   | 牡4  | 57        | 岩田望来         | 友道康夫 （栗東） | 近藤旬子                       | 77.6   | 7    | 428         |

- 太字は出馬表確定後の乗り替わり（大野拓弥は4月3日の中山競馬第7競走での落馬負傷のため幸英明に変更）

## レース結果

### レース展開
全馬がほぼ揃ったスタートを見せると、内から好スタートを切ったサリオスが一旦行く構えを見せたが外からレイパパレがスッと先頭に立ち、この馬がハナを切りレースを引っ張る展開となる。そこからハッピーグリン、ワグネリアンと続き、サリオスは4番手に控えた。グランアレグリアはそれらを見る形、中団前目の単独5番手を追走し、中団にクレッシェンドラヴやアドマイヤビルゴ、中団後ろにアーデントリー、1番人気コントレイルもこの付近、後方から5番手を追走した。後方にモズベッロやカデナ、ブラヴァス。単独の最後方にペルシアンナイトという体勢となり、1・2コーナーから向正面へと進んでいった。
前半1000mを59秒8の流れたペースで通過すると、中団に位置していたコントレイルが進出を開始。3コーナー入口でグランアレグリアに並びかけると、それに呼応してグランアレグリアも進出し、単独2番手となっていたサリオスに並びかけ、逃げるレイパパレと共に人気4頭が先団を形成して4コーナーから直線に向いた。
逃げるレイパパレが馬場の良い外に持ち出すと良い伸び脚を見せ、それをコントレイルらが捕らえにかかる。しかしその差は中々縮まらず、内のサリオスが後退。コントレイルとグランアレグリアは激しい叩き合いになるがレイパパレとの差はむしろ広がり、最後は外から強襲し2番手に浮上したモズベッロに4馬身差をつけ逃げ切りゴール。無傷の6連勝でGI初制覇を果たした。勝ちタイムは2:01.6（重）。レイパパレの上がり3F36秒8は逃げたにもかかわらずメンバー最速タイをマークしていた。
2着に外から強襲したモズベッロ。そこから3/4馬身差の3着に人気のコントレイル、クビ差の4着にグランアレグリアと続き、内を突いたサリオスが5着という結果となった。

### レース着順

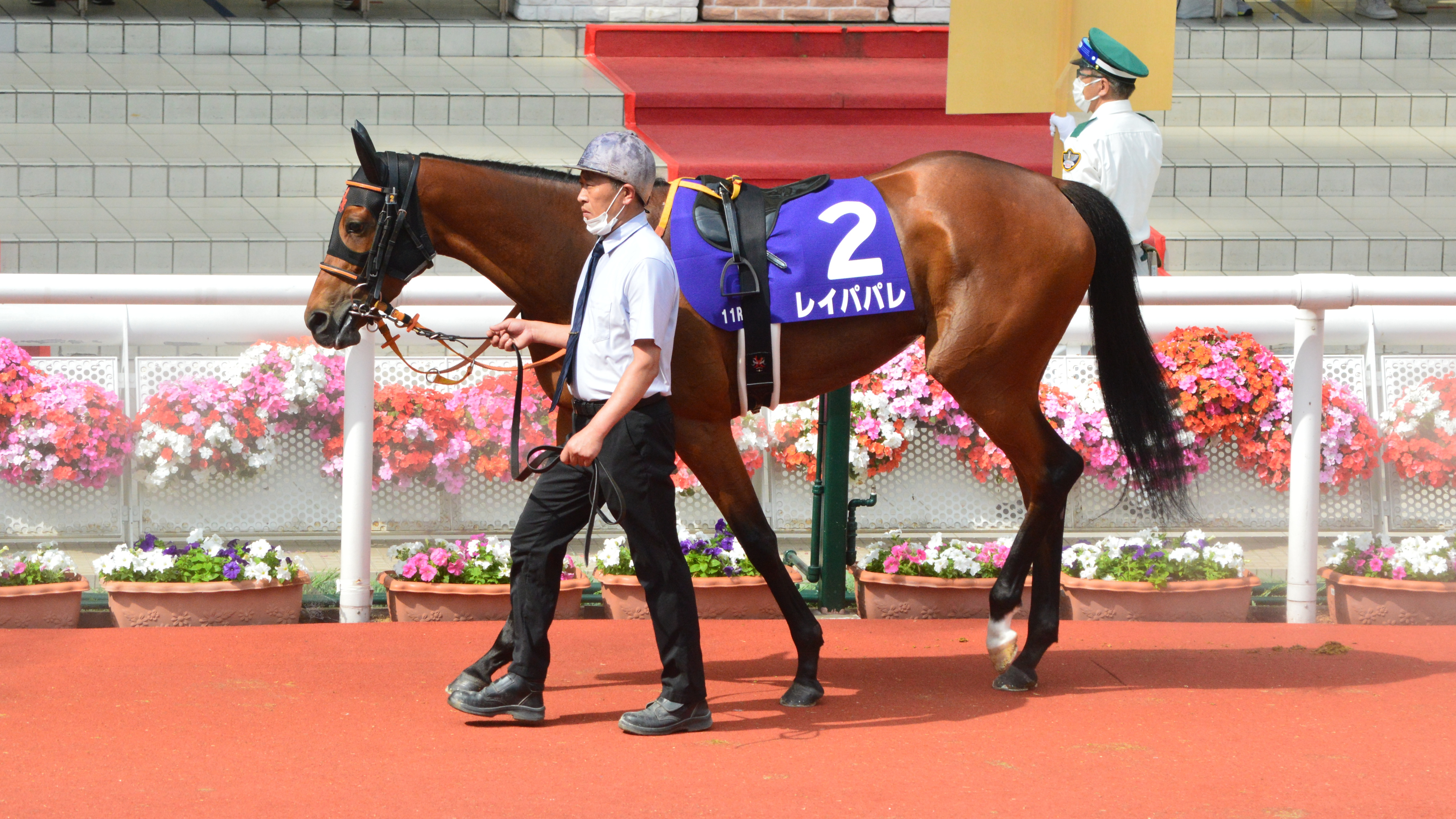
優勝馬レイパパレ
（2021年宝塚記念）

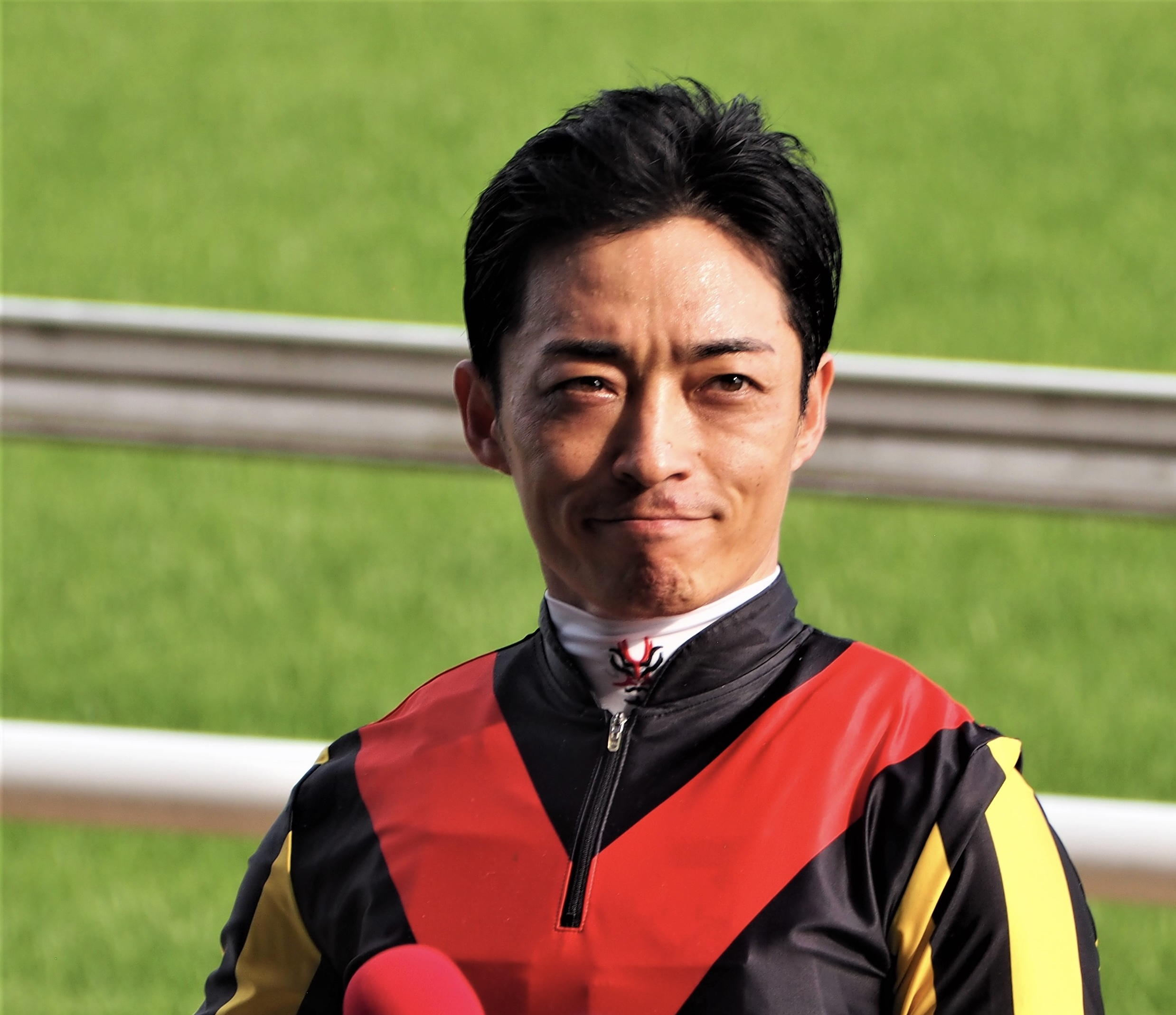
勝利騎手、川田将雅

| 着順 | 枠番 | 馬番 | 競走馬名           | タイム | 着差  | 上がり3ハロン | 騎手       | 人気 |
| ---- | ---- | ---- | ------------------ | ------ | ----- | ------------- | ---------- | ---- |
| 1着  | 6    | 8    | レイパパレ         | 2:01.6 |       | 36.8          | 川田将雅   | 4    |
| 2着  | 1    | 1    | モズベッロ         | 2:02.3 | 4     | 36.8          | 池添謙一   | 6    |
| 3着  | 5    | 7    | コントレイル       | 2:02.5 | 3/4   | 37.4          | 福永祐一   | 1    |
| 4着  | 8    | 12   | グランアレグリア   | 2:02.5 | クビ  | 37.4          | C.ルメール | 2    |
| 5着  | 2    | 2    | サリオス           | 2:02.7 | 1.1/4 | 37.7          | 松山弘平   | 3    |
| 6着  | 7    | 10   | カデナ             | 2:03.0 | 1.3/4 | 37.2          | 鮫島克駿   | 11   |
| 7着  | 3    | 3    | アーデントリー     | 2:03.3 | 2     | 37.7          | 和田竜二   | 12   |
| 8着  | 4    | 4    | ブラヴァス         | 2:04.0 | 4     | 38.2          | 三浦皇成   | 10   |
| 9着  | 8    | 13   | アドマイヤビルゴ   | 2:04.1 | 1/2   | 38.6          | 岩田望来   | 7    |
| 10着 | 4    | 5    | ペルシアンナイト   | 2:04.2 | 1/2   | 38.4          | 幸英明     | 9    |
| 11着 | 6    | 9    | クレッシェンドラヴ | 2:04.7 | 3     | 39.3          | 内田博幸   | 8    |
| 12着 | 5    | 6    | ワグネリアン       | 2:05.2 | 3     | 39.9          | 吉田隼人   | 5    |
| 13着 | 7    | 11   | ハッピーグリン     | 2:11.9 | 大    | 45.6          | 団野大成   | 13   |

### データ
| ハロンタイム        | 12.4 - 11.1 - 12.1 - 12.1 - 12.1 - 12.8 - 12.2 - 12.1 - 11.6 - 13.1 |
| 上がり4ハロン       | 49秒0                                                               |
| 上がり3ハロン       | 36秒8                                                               |
| 優勝馬上がり3ハロン | 36秒8                                                               |
| 上がり最速          | 36秒8（レイパパレ、モズベッロ）                                     |

### 払戻
| 単勝   | 8         | 1220円    |
| 複勝   | 8         | 230円     |
| 複勝   | 1         | 420円     |
| 複勝   | 7         | 110円     |
| 枠連   | 1 - 6     | 16,360円  |
| 馬連   | 1 - 8     | 19,080円  |
| ワイド | 1 - 8     | 2,750円   |
| ワイド | 7 - 8     | 390円     |
| ワイド | 1 - 7     | 850円     |
| 馬単   | 8 > 1     | 37,610円  |
| 3連複  | 1 - 7 - 8 | 7,240円   |
| 3連単  | 8 > 1 > 7 | 106,210円 |

レース着順、データ、払戻は、出典無き場合、netkeiba.comの情報に基づく。

## 記録

### 優勝馬関係
- 優勝したレイパパレはGI初制覇、重賞は前走チャレンジカップ (GIII)に続き2勝目、通算6戦6勝。
- デビュー6戦目での古馬GI制覇は、グレード制が導入された1984年以降で史上最少キャリア。
- 無敗での古馬混合GI制覇は、ファインモーション（2002年エリザベス女王杯）、クリソベリル（2019年チャンピオンズカップ）に次ぐ史上3頭目。6戦6勝のキャリアも先述の2頭に並ぶ史上最少キャリアタイ[12]。
- 中央競馬での6戦6勝でGI初制覇は史上初（6戦6勝でGI2勝目以降を挙げた馬は除く。6戦6勝でGI2勝目以降を挙げた馬にはシンボリルドルフ、トウカイテイオー、ファインモーション、ミホノブルボンがいる。また、6戦目が中央競馬以外だった馬も除く。）。
- ウイニングチケット（本馬の祖母オイスターチケットの父）を血統表に含む馬はGI初制覇。
- 鞍上の川田将雅騎手は前週に行われた高松宮記念に続きGI連勝。川田騎手の連続GI制覇は2015年の安田記念→宝塚記念、2020年の朝日杯フューチュリティステークス→ホープフルステークスに続く3度目。GIは通算17勝目。重賞は通算101勝目。
- 生産者のノーザンファームは2003年から19年連続のGI制覇。大阪杯は2018年のスワーヴリチャードから4連覇。
- 母父クロフネは2020年有馬記念のクロノジェネシスに続くGI出走機会連勝。
- 重馬場だった事もあり、勝ちタイム2:01.6は大阪杯のGⅠ昇格以降では第63回[13]を上回る同レース最遅記録となっている[14]（2024年現在）

### その他
- 3着に敗れた1番人気コントレイルは前走のジャパンカップ2着に続く連敗。同じく無敗で三冠馬となったシンボリルドルフ、ディープインパクトは連敗を喫したことがなく、無敗の三冠馬の連敗は史上初。
- 5番人気ワグネリアンは単勝オッズ49.8倍。GIの5番人気馬では、テイエムオペラオーが優勝した2000年の天皇賞（春）のレオリュウホウの58.9倍に次いで、2番目に高いオッズとなった。
- 1着レイパパレ、3着コントレイル、4着グランアレグリアはディープインパクト産駒。2着モズベッロも父父ディープインパクト（父ディープブリランテ）で、ディープインパクト関連の血統の馬が1～4着を占めた。
- 有力視されていた上位人気3頭が全て連を外したことで、枠連・馬連・馬単は万馬券、3連単は10万馬券と大荒れの結果であったが、3連複は当日の馬場状態が悪かったため道悪巧者のモズベッロが絡む馬券が比較的人気を集め、万馬券とはならなかった（20番人気で、配当は7,240円）。
- IAHAが発表した「世界のトップ100GIレース」によると2021年の年間レーティングは121.75となり、世界全体で10位、日本の競走では天皇賞（秋）（4位）、有馬記念（8位）に次ぐ評価となっている[15]。

出典：

## 関係者コメント

### レイパパレ（4番人気・1着）
- 騎乗した川田将雅騎手は「馬場を考えて、スムーズにハナへ行くことを選択しました。道中、力み過ぎない程度のラップを刻みました。4コーナーでは後ろを確認して、馬場の真ん中に出していきました。この馬場ですから伸びてくるのは難しいと思いますし、リズム良く走り切れた結果、このメンバーを相手に勝ち切ってくれました。」「新馬の時から能力の高さを感じていた馬です。この勝利で、背負うものも大きくなると思います。それに見合う走りを一戦一戦していきたいと思います」とコメントした[17]。
- レイパパレを所有するキャロットファーム代表の秋田博章氏は「この馬場にしてはペースが速めで、4コーナーではどうするかと思っていましたが、外の馬場のいいところを走らせてくれましたね。絶妙な判断だったと思います」と川田騎手の騎乗を評価した[18]。

### モズベッロ（6番人気・2着）
- 騎乗した池添謙一は「ゲートがもうひとつであの位置から。でも、いいリズムで走れていたし、最後もジリジリと伸びてくれた。あの2頭に先着したわけですからね」とコメントした[19]。
- 管理する森田直行調教師は「よく走ってくれました。今後はオーナーと相談して決めます」とコメントした[19]。

### コントレイル（1番人気・3着）
- 騎乗した福永祐一は「スタートはうるさいながらも五分に切ってくれました。前半流れていたので、思ったよりも後ろの位置になりました。今までは長い距離中心に使っていたので、前半のスピードの乗りからあの位置になりました。馬場もそんなに苦にはしていませんでした。」「3コーナーぐらいから、こういう馬場の状態でしたので動いていきました。最後は脚が上がりました。思っていたより馬場の悪化が進んできましたし、ラストは苦しくなってしまいました。しっかりラストまで、グランアレグリアに関しては競り勝ってくれました。」「動いていかなければいけない立場の馬ですから、こういう競馬になりました。勝ち馬は強かったですね。この馬場でも止まりませんでした」とコメントした[17]。
- 管理する矢作芳人調教師は「ツイてない。2, 3時間遅ければ。馬場に尽きる」と敗因に馬場を挙げ、「これ以上ない出来で臨めたが、勝ち馬が強かった」とコメントし、勝ち馬レイパパレを評した[20]。

### グランアレグリア（2番人気・4着）
- 騎乗したクリストフ・ルメールは「しょうがないです。すごく良い競馬でした。休み明けでこういう馬場は大変でした。4コーナーまでは良い感じでした。良馬場の2000mならもつのかなと思います」とコメントした[17]。
- 管理する藤沢和雄調教師は「休み明けの分もあったかな。いい感じで走って力は出せたと思う」とコメントした[21]。

### サリオス（3番人気・5着）
- 騎乗した松山弘平は「取りたいポジションから思ったレースはできましたが、馬場が想像以上に悪くなって苦しくなりました。チャンスのある馬に乗せていただき、何とか応えたかったのですが、申し訳ないです」とコメントした[17]。

## テレビ・ラジオ中継
本レースのテレビ・ラジオ放送の実況担当者
- ラジオNIKKEI：山本直也
- 関西テレビ：川島壮雄
- OBCラジオ：三宅きみひと
- TBSラジオ：小笠原亘（エキスパート部次長）
- ラジオ日本：矢田雄二郎
- MBSラジオ：河本光正